# 三氟甲硒醇四甲基铵
三氟甲硒醇四甲基铵是一种化合物，化学式为[(CH3)4N]SeCF3，它可由四甲基氟化铵和SeCF2反应制得。四甲基氟化铵、三甲基三氟甲基硅烷和红硒的反应也能制得标题化合物。它和(TDAE)Br2（TDAE为四(二甲氨基)乙烯）反应，可以得到(TDAE)(SeCF3)2。它和氟硼酸银或氯化亚金反应，可以得到[M(SeCF3)2]−（M=Ag或Au）配合物。它可用于有机物的三氟甲硒基化反应。